# Chiasmocleis panamensis
Chiasmocleis panamensis är en groddjursart som beskrevs av Dunn, Trapido och Evans 1948. Chiasmocleis panamensis ingår i släktet Chiasmocleis och familjen Microhylidae. IUCN kategoriserar arten globalt som livskraftig. Inga underarter finns listade i Catalogue of Life.